# Переписна область №6 (Манітоба)
Переписна область №6 (англ. Division No.  6) — переписна область в Канаді, у провінції Манітоба.

## Населення
За даними перепису 2016 року, переписна область нараховувала 10317 жителів, показавши зростання на 2,9%, порівняно з 2011-м роком. Середня густина населення становила 2,6 осіб/км².
З офіційних мов обидвома одночасно володіли 265 жителів, тільки англійською — 9 915, тільки французькою — 5, а 25 — жодною з них. Усього 1,225 осіб вважали рідною мовою не одну з офіційних, з них 470 — одну з корінних мов, а 30 — українську.
Працездатне населення становило 68% усього населення, рівень безробіття — 7,4% (8,6% серед чоловіків та 5,8% серед жінок). 77,4% були найманими працівниками, 21,3% — самозайнятими.
Середній дохід на особу становив $42 844 (медіана $32 896), при цьому для чоловіків — $51 495, а для жінок $34 045 (медіани — $42 250 та $27 338 відповідно).
30,4% мешканців мали закінчену шкільну освіту, не мали закінченої шкільної освіти — 28,5%, 41,1% мали післяшкільну освіту, з яких 25,6% мали диплом бакалавра, або вищий, 30 осіб мали вчений ступінь.
| Статево-вікова структура населення | Статево-вікова структура населення | Статево-вікова структура населення | Статево-вікова структура населення | Статево-вікова структура населення |
| ---------------------------------- | ---------------------------------- | ---------------------------------- | ---------------------------------- | ---------------------------------- |
|                                    |                                    |                                    |                                    |                                    |
| Всього                             | Всього                             | 49,9%50,1%                         |                                    |                                    |
| 0 — 14 років                       | 0 — 14 років                       |                                    | 20,9%                              | 20,9%                              |
| 15 — 64 років                      | 15 — 64 років                      |                                    | 60,7%                              | 60,7%                              |
| 65 і більше                        | 65 і більше                        |                                    | 18,3%                              | 18,3%                              |
| 85 і більше                        | 85 і більше                        |                                    | 3,1%                               | 3,1%                               |
| 100 і більше                       | 100 і більше                       |                                    | 0%                                 | 0%                                 |
| Середній вік (років)               | Середній вік (років)               | 38,741,3                           | 40,0                               | 40,0                               |
| Медіана (років)                    | Медіана (років)                    | 37,541,0                           | 39,3                               | 39,3                               |
| — чоловіки — жінки                 |                                    |                                    |                                    |                                    |

| Походження мешканців:     | Походження мешканців:     | Походження мешканців: | Походження мешканців: | Походження мешканців: |
| ------------------------- | ------------------------- | --------------------- | --------------------- | --------------------- |
| Походження                |                           |                       | осіб                  | %                     |
| Корінні американці        | Корінні американці        |                       | 1 960                 | 19.65%                |
| Інше північноамериканське | Інше північноамериканське |                       | 2 850                 | 28.57%                |
| Європейське               | Європейське               |                       | 6 915                 | 69.32%                |
| британське                | британське                |                       | 5 215                 | 52.28%                |
| французьке                | французьке                |                       | 870                   | 8.72%                 |
| українське                | українське                |                       | 675                   | 6.77%                 |
| Карибське                 | Карибське                 |                       | 35                    | 0.35%                 |
| Латинськоамериканське     | Латинськоамериканське     |                       | 70                    | 0.7%                  |
| Африканське               | Африканське               |                       | 30                    | 0.3%                  |
| Азійське                  | Азійське                  |                       | 230                   | 2.31%                 |

| Зайнятість населення за галузями (за класифікацією NOC): | Зайнятість населення за галузями (за класифікацією NOC): | Зайнятість населення за галузями (за класифікацією NOC): | Зайнятість населення за галузями (за класифікацією NOC): | Зайнятість населення за галузями (за класифікацією NOC): |
| -------------------------------------------------------- | -------------------------------------------------------- | -------------------------------------------------------- | -------------------------------------------------------- | -------------------------------------------------------- |
|                                                          |                                                          |                                                          |                                                          |                                                          |
| Управління                                               | Управління                                               |                                                          | 18,4%                                                    | 18,4%                                                    |
| Бізнес, фінанси та адміністрування                       | Бізнес, фінанси та адміністрування                       |                                                          | 11,1%                                                    | 11,1%                                                    |
| Природничі та прикладні науки                            | Природничі та прикладні науки                            |                                                          | 2,8%                                                     | 2,8%                                                     |
| Охорона здоров'я                                         | Охорона здоров'я                                         |                                                          | 6,5%                                                     | 6,5%                                                     |
| Освіта, правозахист, муніципальні та урядові служби      | Освіта, правозахист, муніципальні та урядові служби      |                                                          | 9%                                                       | 9%                                                       |
| Мистецтво, культура, відпочинок та спорт                 | Мистецтво, культура, відпочинок та спорт                 |                                                          | 0,9%                                                     | 0,9%                                                     |
| Роздрібна торгівля та послуги                            | Роздрібна торгівля та послуги                            |                                                          | 18,9%                                                    | 18,9%                                                    |
| Гуртова торгівля, транспорт та обладнання                | Гуртова торгівля, транспорт та обладнання                |                                                          | 18,4%                                                    | 18,4%                                                    |
| Природні ресурси, сільське господарство                  | Природні ресурси, сільське господарство                  |                                                          | 10,9%                                                    | 10,9%                                                    |
| Виробництво                                              | Виробництво                                              |                                                          | 2,9%                                                     | 2,9%                                                     |

## Населені пункти
До переписної області входять містечко Верден, муніципалітети Сіфтон, Пайпстоун, Воллейс-Вудворт, а також хутори, інші малі населені пункти та розосереджені поселення.

## Клімат
Середня річна температура становить 2,9°C, середня максимальна – 23,3°C, а середня мінімальна – -22°C. Середня річна кількість опадів – 463 мм.
| Клімат поселення                              | Клімат поселення | Клімат поселення | Клімат поселення | Клімат поселення | Клімат поселення | Клімат поселення | Клімат поселення | Клімат поселення | Клімат поселення | Клімат поселення | Клімат поселення | Клімат поселення | Клімат поселення |
| Показник                                      | Січ.             | Лют.             | Бер.             | Квіт.            | Трав.            | Черв.            | Лип.             | Серп.            | Вер.             | Жовт.            | Лист.            | Груд.            |                  |
| Середній максимум, °C                         | −10,85           | −6,49            | −0,49            | 8,36             | 16,27            | 22,04            | 23,29            | 22,37            | 16,68            | 9,86             | −0,04            | −8,41            |                  |
| Середня температура, °C                       | −16,4            | −12,04           | −6,06            | 2,80             | 10,70            | 16,49            | 19,13            | 18,21            | 12,54            | 5,70             | −4,2             | −12,57           |                  |
| Середній мінімум, °C                          | −21,96           | −17,59           | −11,6            | −2,75            | 5,16             | 10,93            | 14,98            | 14,06            | 8,37             | 1,55             | −8,35            | −16,72           |                  |
| Норма опадів, мм                              | 22               | 17               | 23               | 28               | 56               | 75               | 69               | 58               | 41               | 30               | 21               | 23               |                  |
| Середньомісячна швидкість вітру, м/с          | 4.20             | 4.20             | 4.30             | 4.50             | 4.70             | 4.10             | 3.60             | 3.70             | 4.00             | 4.30             | 4.20             | 4.10             |                  |
| Середньомісячна сонячна радіація, кДж/м²·день | 4104             | 7439             | 12786            | 17028            | 20375            | 21659            | 22346            | 19021            | 13330            | 8093             | 4351             | 3306             |                  |
| --------------------------------------------- | ---------------- | ---------------- | ---------------- | ---------------- | ---------------- | ---------------- | ---------------- | ---------------- | ---------------- | ---------------- | ---------------- | ---------------- | ---------------- |
| Джерело:                                      |                  |                  |                  |                  |                  |                  |                  |                  |                  |                  |                  |                  |                  |